# 沙螺灣鎢礦
沙螺灣鎢錳鐵礦（Wolframite mine, (Fe,Mn)WO4）屬於香港三個曾作商業開採的鎢礦之一，其餘兩個位於針山和蓮花山，開採時間為1950-1960年代。

## 礦床
香港有零散的錫-鎢-鉬礦床分佈，大多集中於西北向的主要地質構造如石英脈群，以及蘊藏於幼粒花崗岩的地方，範圍包括針山、沙螺灣及蓮花山。在沙螺灣，鎢錳鐵礦形成於花崗岩入侵體（大嶼山花崗岩）與其南面的火山岩的接觸帶。
中生代火山活動時，岩漿由地幔向上入侵地殼。岩漿入侵活動到晚期時，會在地殼殘留含揮發性成分和金屬元素的熱水溶液。當外在環境改變，例如溫度或壓力降低時，其中的某些元素便自熱熱水溶液中析出，並在石英脈和斷層富集，形成熱液礦床。在沙螺灣與鎢錳鐵礦共生的尚有輝鉬礦、黃鐵礦及黃銅礦。

## 開採方法
採礦過程很簡單。由於礦石稀少，機械化無利可圖，採礦以人手進行，但也有使用炸藥。礦工會將採得的礦石壓碎，並在附近溪流水中洗去部份雜質。在1952年12月，各公司共開採礦石1,433公斤，約佔香港產量的12％，當時價值約25,000港元。

## 開採歷史
沙螺灣的鎢錳鐵礦在1951年開始開採。當年在沙螺灣村後面的山坡上首次發現鎢礦，非法礦物活動旋即開始。1952年3月，已經有大約700名礦工在該區非法採挖。
非法採挖導致附近䃟頭村和沙螺灣村的河水被礦石渣及泥水污染。每逢大雨，淤積的河道更引發水災，淹沒稻田。儘管如此，部份當地村民還是能夠從非採礦獲得好處，例如出租山坡予採礦者圖利。
後來，政府頒發臨時採礦許可證，以解決非法採礦問題，持許可證的公司包括Ton Loy Traders、Tailey Mining Co及Bank Line（China）Ltd.。
1950年代末，Far Eastern Prospecting & Development Corporation展開大規模採挖。在沙螺灣村以東約一公里處設有辦公室和選礦廠，辦公室南面500米處有採挖區和廢礦料堆成的尾堆。採挖持續至1960年代
。